# 신경해부학
신경해부학(神經解剖學, neuroanatomy) 또는 뇌신경해부학은 생물학, 심리학, 의학 등에서 신경계의 해부학에 관한 신경학의 한 분야이다. 신경학적(神經學的)인 신경계의 형태학과 생리학 및 병리학적 연구에 근거한 또는 그런 것을 가리킨다. 또한 해부학과 생리학을 아울러 이르는 해부생리학(解剖生理學)과 관련있다.

## 같이 보기
- 신경과학
- 생리심리학
- 사구체 (신경해부학) (corpora quadrigemina)